# Adaptive Reaktion
Als adaptiv (lateinisch adaptare ‚anpassen‘) wird in der Biologie und der Kybernetik die Fähigkeit von Organismen und selbstregelnden Systemen bezeichnet, sich an veränderte Umweltbedingungen aktiv anzupassen.
Der Begriff wird meist enger verwendet als Adaption und bezieht sich häufig auf die Anpassungsfähigkeit von Sinnesorganen an die Stärke der Reize – insbesondere des Auges und des Gehörs. Das Adaptieren des Auges an wechselnde Lichtverhältnisse erfolgt durch die Pupillengröße und die Umstellung zwischen Tag- und Nachtsehen.
Adaptive Reaktionen gibt es neben Organen auch bei Zellen. So erforscht die Nuklearmedizin, wie niedrig dosiertes Radon die körpereigenen Schutzmechanismen gegen die Bildung von Radikale anregt. Auch wird schwacher ionisierender Strahlung eine schützende Wirkung vor Krebs zugesprochen, die T.D. Luckey (Hormesis-Analysen an Pflanzen und niederen Tieren) mit adaptive response der Zelle gegen Stress erklärt.
Lymphozyten und andere Zelltypen werden bei extrem niedrigen „adaptiven Dosen“ genotoxischer Substanzen weniger empfindlich gegen genetische Schäden, wenn sie später eine höhere Dosis ähnlicher Substanzen erhalten.
Seit längerem ist bekannt, dass sich nicht nur die Atmung, sondern auch der Gewebestoffwechsel auf merklichen Sauerstoffmangel (Hypoxydose) einstellen kann.
Auch Fieber ist nicht nur Nebenprodukt einer erhöhten Stoffwechselgeschwindigkeit, sondern eine adaptive Reaktion, die auch manche Eidechsen zeigen. Bei gleichwarmen Tieren wird die Temperatur des Körperthermostaten hochgedreht, um die Zerstörung pathogener Keime durch das Immunsystem zu beschleunigen.
In der Schmerztherapie wird die adaptive Reaktion von Nozizeptoren und Schlussfolgerungen auf das sogenannte Schmerzgedächtnis erforscht.
Sogar die Parodontologie vermutet adaptive Mechanismen bei der Zahnlockerung, wo die Stellungsveränderung des Zahnes eine Traumatisierung vermeidet und er sich später wieder festigt.
An Obstbäumen zeigen sich adaptive Reaktionen der Astgabeln auf die Belastung durch die Früchte, getestet wurden Apfel- und Zwetschkenbäume von 3 bis 5 Jahren.
Bei Bakterien treten stressinduzierte Mutationen auf, wenn Lactose die einzig vorhandene Nahrungsquelle ist. Die erhöhte Mutationsrate wird auf die Aktivierung zelleigener DNA-Reparatursysteme zurückgeführt, die unter normalen Bedingungen wenig aktiv sind.
Die Frage, wie bei höheren Lebewesen eine generationenübergreifende Anpassung an eine veränderte Umwelt erfolgt („evolutionäre Anpassung“) gehört zu den Forschungsgebieten der  Evolutionsbiologie.
Die Psychologie beschreibt als adaptive Reaktion u. a. die Anpassung des Verhaltens an Umgebungsveränderungen. Beim Lernverhalten etwa wird sie als Form der Selbstorganisation gedeutet.
In psychiatrischen Kliniken entwickeln manche Patienten angepasste, aber psychotische Verhaltensmuster, um Konflikte mit dem Anstaltspersonal zu unterlaufen. Sie erleben dadurch gewisse Übereinstimmung in der Wahrnehmung des Anstaltslebens und der eigenen, wenngleich degradierten Identität.
Nach der Motivationstheorie von Clark L. Hull verfügt der Organismus schon zur Geburt über eine Reihe von adaptiven Mechanismen, die meisten werden jedoch durch Lernprozesse erworben: es verstärkt sich diejenige Reaktion, die ein unmittelbares biologisches Bedürfnis reduziert, durch wiederholtes Auftreten. Auch Triebreize werden vermutet, die zwar nicht motivationale Funktion, aber große Bedeutung für das Überleben des Organismus hätten; mit ihnen lerne der Organismus adaptives Verhalten zu assoziieren.